# Osteopetrose
A osteopetrose, também conhecida como doença dos ossos de mármore, doença de Albers-Schönberg ou osteosclerose fragilis generalisata , é uma doença genética rara caracterizada por um aumento acentuado da densidade óssea .
O termo "osteopetrose" deriva das palavras gregas "osteo" (osso) e "petros" (pedra), refletindo a natureza densa e pétrea dos ossos afetados pela doença .
Foi descrita pela primeira vez em 1904 pelo radiologista Heinrich Albers-Schönberg , que observou esta característica em radiografias de um paciente .
A osteopetrose abrange um grupo de doenças esqueléticas marcadas por uma falha na função normal dos osteoclastos, células responsáveis pela reabsorção óssea . Esta deficiência resulta num desequilíbrio na remodelação óssea , levando a uma acumulação excessiva de massa óssea .
Embora possa parecer contraintuitivo, este aumento da densidade óssea torna os ossos mais frágeis  e suscetíveis a fraturas .
Além disso, a doença pode apresentar várias manifestações fenotípicas, desde formas benignas a variantes severas que podem ser fatais na infância .

## Etiologia
A maioria das formas de osteopetrose é transmitida de forma autossómica, tanto recessiva quanto dominante . A causa principal são mutações genéticas que afetam a função dos osteoclastos, resultando num desequilíbrio entre a formação e a reabsorção óssea, o que leva a ossos densos, mas mecanicamente frágeis .
A mutação no gene TCIRG1 é a causa mais comum de osteopetrose autossómica recessiva (ARO), representando mais de 50% dos casos. Outras mutações envolvidas incluem o gene CLCN7, responsável por cerca de 17% dos casos e, o gene OSTM1, que causa neurodegenerescência grave em cerca de 5% dos casos. Além disso, mutações no gene SNX10 e na anidrase carbónica II (CA-II) também estão associadas à doença, sendo a última extremamente rara e acompanhada por calcificação cerebral e acidose tubular renal .

Essas mutações genéticas são cruciais para entender a doença e desenvolver tratamentos mais eficazes, apesar dos desafios contínuos devido à complexidade e variabilidade clínica da osteopetrose.